# Chinakayilapalli, Bagepalli
Chinakayilapalli là một làng thuộc tehsil Bagepalli, huyện Kolar, bang Karnataka, Ấn Độ.